# Canthon corruscans
Canthon corruscans là một loài bọ cánh cứng trong họ Bọ hung (Scarabaeidae).